# 新有楽町ビルヂング

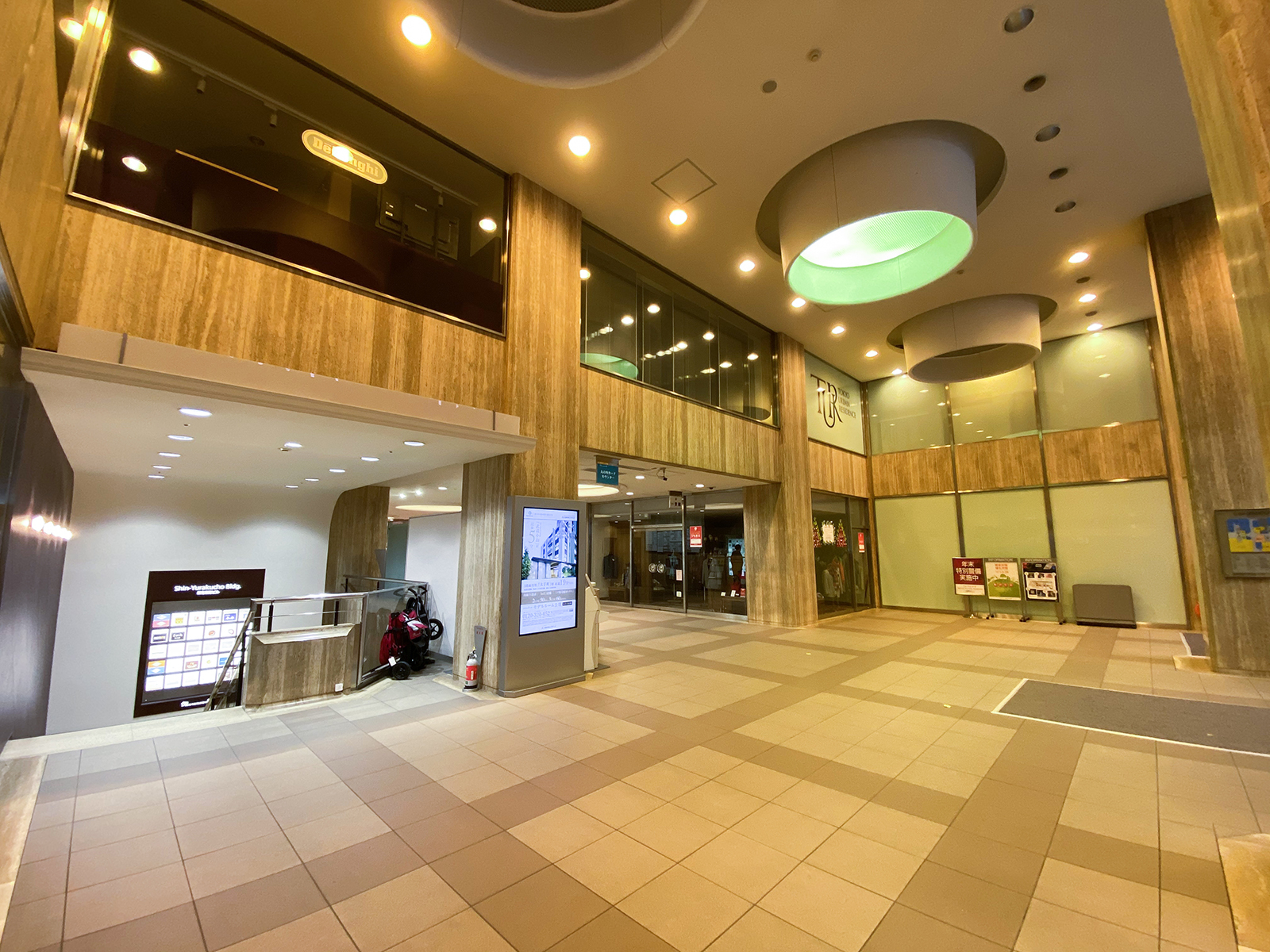
入口

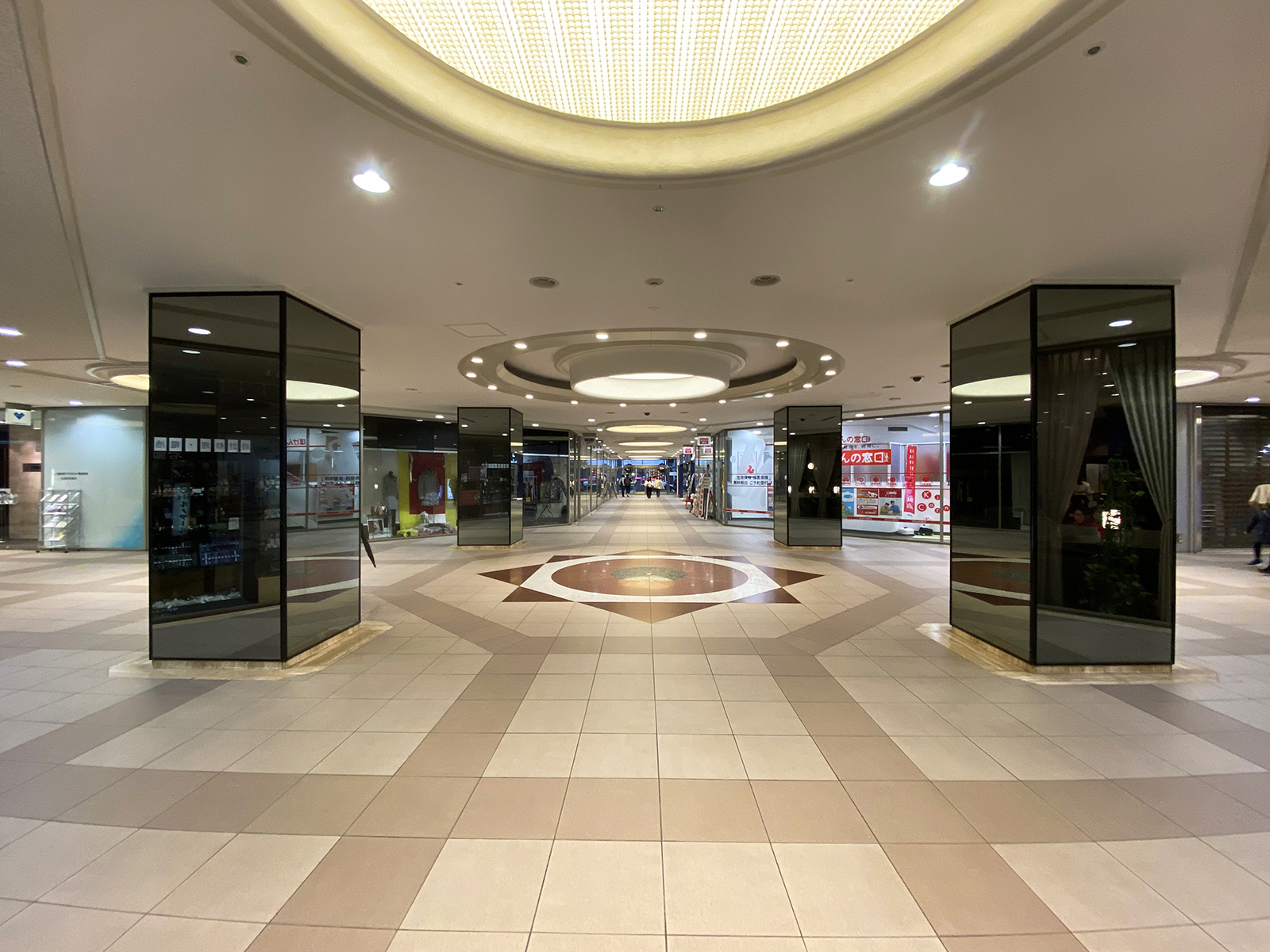
1階商店

新有楽町ビルヂング（しんゆうらくちょうビルヂング）は、東京都千代田区有楽町一丁目にあるオフィスビルである。

## 歴史
本ビルが立地する一帯には、山手線・京浜東北線有楽町駅に近い東側に毎日新聞東京本社、丸の内仲通りに面した西側には丸ノ内日活劇場と農協会館が立っていた。丸ノ内日活劇場は1954年（昭和29年）に完成した座席数1425席の映画館であるが、テレビの普及で映画産業に翳りが見えた時期であり、1964年7月に三菱地所に売却。同劇場を解体した跡に1965年2月に「新有楽町国際ビル（仮称）」の第1期工事を着工した。
三菱地所は第1期部分に引き続き第2期部分を建設すべく、農協および毎日新聞社と立ち退き交渉を行った。このうち、農協会館は1939年竣工で老朽化が進み、大手町の農協ビルに移転が決まっていたことから、かねてより売却の折衝が進められていた。1965年1月に三菱地所が同会館を取得し、新国際ビルヂング建設中の第一生命保険の仮移転先として暫定使用した。一方、毎日新聞社の前身の東京日日新聞社は三菱地所からの借地を含む土地に1917年（大正6年）竣工の社屋と1922年竣工の新館、1938年竣工の毎日館（開館当時は東日館）の3館で業務を行っていた。毎日館には大阪市立電気科学館に次ぐ日本で2番目のプラネタリウムである東日天文館があり、戦災で焼失した後は1951年に開局したラジオ東京のスタジオが開設された。このスタジオでは、1953年9月6日に南隣で発生したスバル座火災の際に、日本初の火災実況放送を行っている。その後ラジオ東京→東京放送ラジオ部門は1961年に港区・赤坂地区に移転。さらに毎日新聞社は周辺の交通渋滞により新聞の輸送に支障をきたしていることや、社屋が手狭になったことから移転を決定。1965年11月に敷地を売却し、1966年秋に完成したパレスサイドビルディングに移転した。
ビル名称は一時期「有楽町ビルヂング」の仮称となったのち1966年1月に「新有楽町ビルヂング」と正式に決まり、地下3階・地上9階建、延床面積4074坪の第1期部分が1967年1月に完成した。その後1967年3月に農協会館と毎日新聞の社屋の解体が完了し、同年9月より本体工事を着工した。1階のテナントとなるモルガン銀行の要望により、その区画の施工を早め1969年3月に部分開業させた後、同年6月に全面完成した。本ビルの竣工により丸の内仲通りの東側は丸ノ内ビルヂングから有楽町ビルヂングまで途切れずに三菱地所により整備されたこととなり、丸ノ内総合改造計画に一定のめどが立ったことから、6月27日に行われた竣工披露式典では、渡辺武次郎三菱地所初代社長の会長就任と中田乙一前副社長の社長就任の披露も合わせて執り行われた。
2021年7月29日に三菱地所より、有楽町エリアの再構築の一環として、有楽町ビルヂングと共に当ビルを建て替えることを発表した。なお、三菱地所の関係者によれば、「オフィスや飲食店を中心とした複合ビル」を構想しているという。また、2021年11月12日に行われた三菱地所の2022年3月期第2四半期の決算説明会において、「丸の内への今後のテナント誘致戦略」について問われた際に、この有楽町ビルヂングとの建て替えに関し「銀座との結節点としてファッションやメディア系のテナント誘致や、様々な実証実験の場としての活用等も検討している。」と説明した。

## テナント
開館当初より外資系企業、とくに日本国外の銀行が多く入居しているのが特徴で、モルガン銀行、メロン・ナショナル、ユナイテッド・カリフォルニア銀行、ロンドン銀行、ドレスナー銀行、モルガン・ギャランティ・トラストなどが本ビルに支店や駐在事務所を置いた。金融機関以外ではイギリスのアルフレッド・ダンヒル、デンマークのジョージ・ジェンセン、スイスのジナーなどが店舗を構えた。

## 建築
青いタイルと独特な窓の意匠で、重厚な外観を持つ。第1期部分は地上9階建、第1期部分は地上14階建であるが、美観のため丸の内仲通りに面した側は9階建に揃えられた。地下の基礎の構造も以前の各ビルでそれぞれ異なっており、毎日新聞社屋跡の輪転機があった部分は、夜間に爆薬で杭を破壊するほどの難工事となった。敷地東側では横須賀線の東京トンネルが建設されており、当初は地下3階部の基礎を地下4階まで掘り直す対応を要した。地下では、東京メトロ有楽町線有楽町駅と直結している。